# Mosjøen

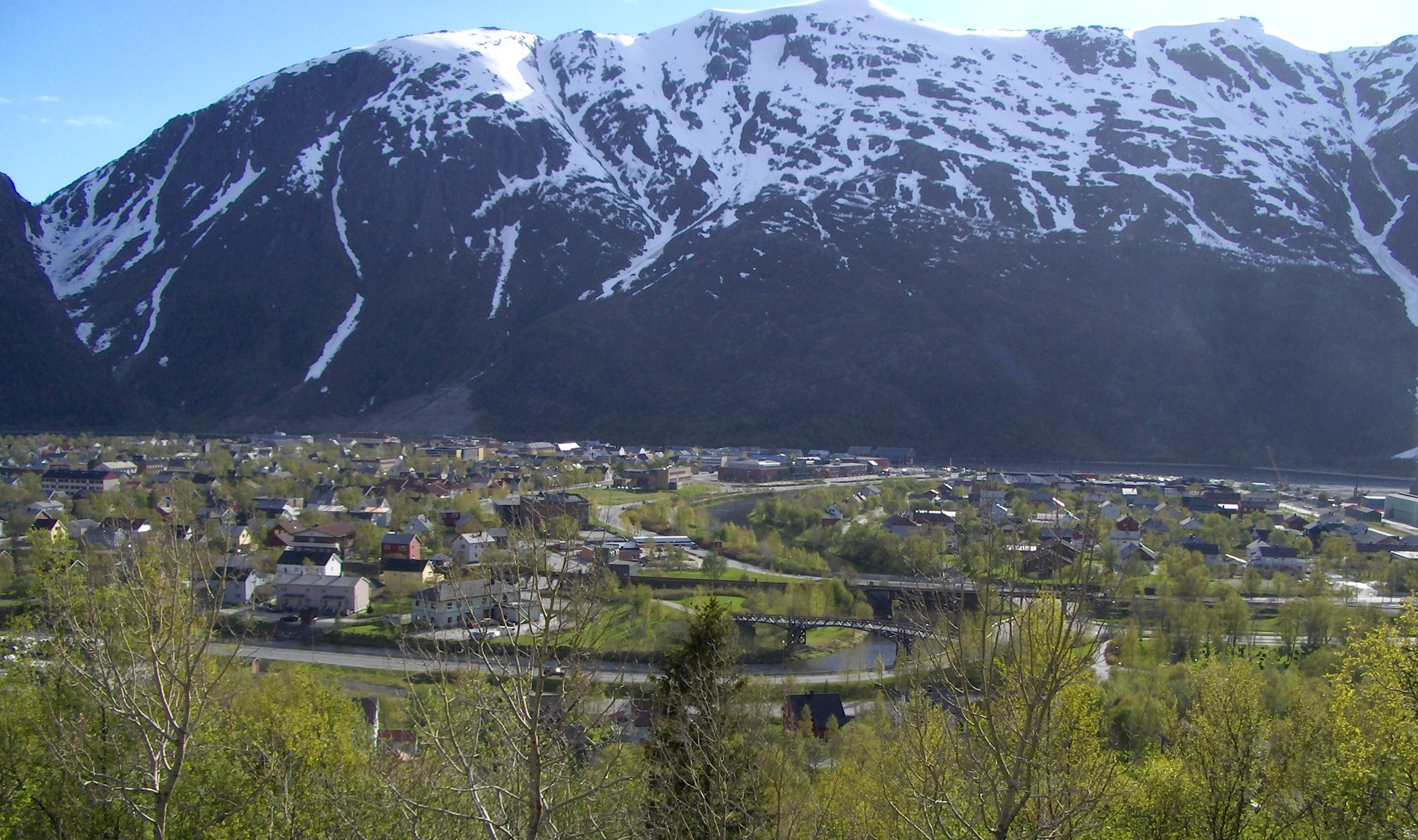
Mosjøen

Mosjøen (sørsamisk: Mussere) este un oraș în Vefsn, Nordland, Norvegia. Orașul este cel mai vechi din Helgeland. La 1 ianuarie 2011, populația era de 9 631 locuitori.